# Halluzinogener Fisch

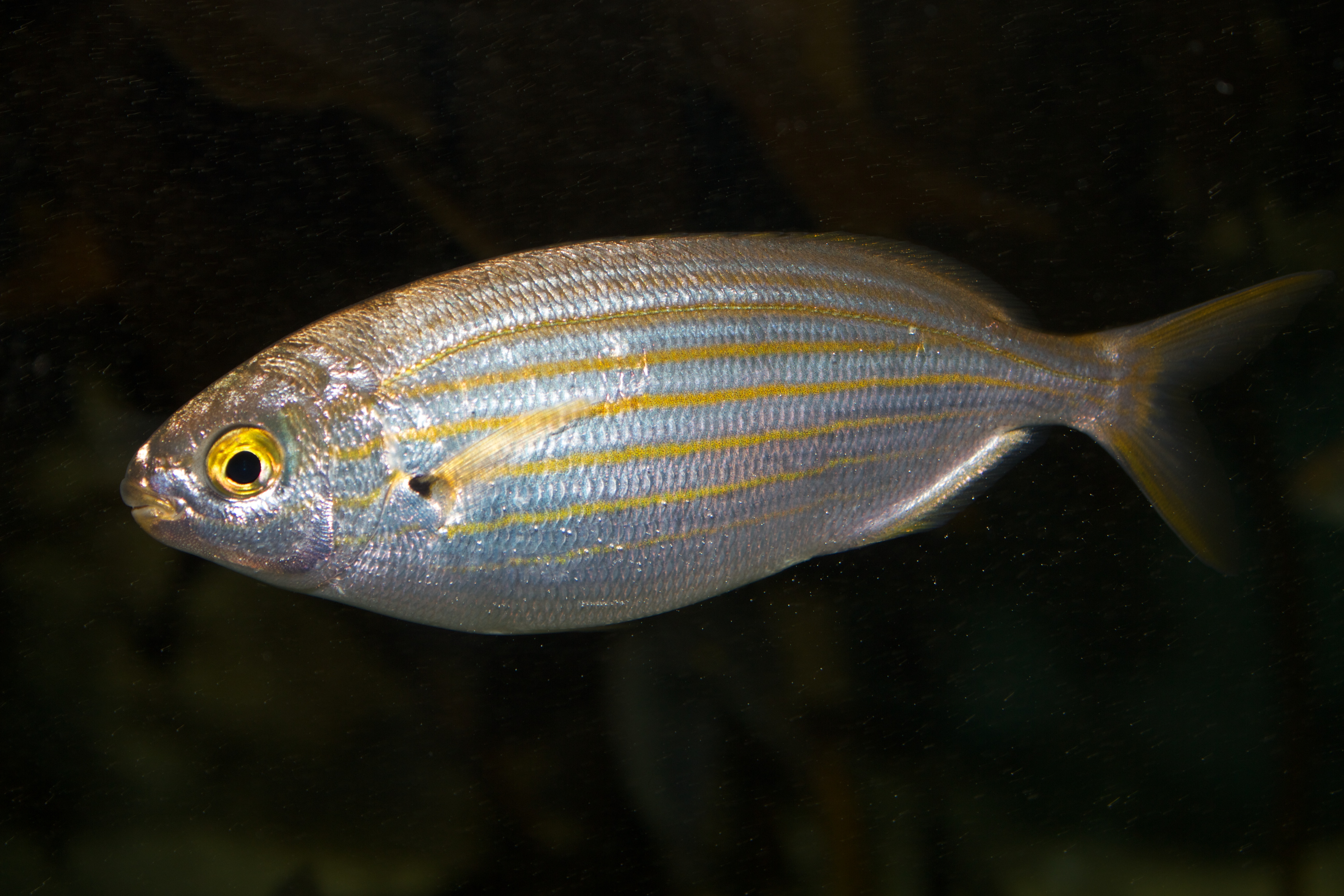
Das Verspeisen der Goldstrieme kann zu Halluzinationen führen, die mehrere Tage anhalten.

Halluzinogene Fische sind Fischspezies, deren Verzehr vermutlich zu halluzinogenen Effekten führt.

## Eigenschaften
Verschiedenen Fischspezies wird nachgesagt, nach dem Verzehr halluzinogene Effekte zu verursachen. Die auslösenden Stoffe sind unbekannt. Beispielsweise wird der Goldstrieme, die zu der Familie der Meerbrassen gehört, häufig nachgesagt, halluzinogen zu sein. Diese weit verbreiteten Küstenfische sind für gewöhnlich im Mittelmeer und bei Spanien sowie entlang der westlichen und südlichen Küste Afrikas zu finden. Gelegentlich kann man sie auch in britischen Gewässern finden. Sie können halluzinogene Wirkung verursachen, die der von LSD ähnelt. Allerdings gleichen die Effekte meist denen von Delirantia als denen von den Serotoninhaushalt beeinflussenden Psychedelika wie etwa LSD. 2006 erlebten zwei Männer, die offenbar den Fisch gegessen hatten, mehrere Tage lang anhaltende Halluzinationen (ein Effekt, der typisch für einige natürlich vorkommenden Delirantia ist). Die Wahrscheinlichkeit von Halluzinationen hängt von der Jahreszeit ab. Die Goldstrieme ist im Arabischen bekannt als "der Fisch, der Träume macht".
Zu anderen zur Herstellung von Halluzinogenen fähigen Fischen gehören verschiedene Spezies der Steuerbarsche. Es ist unbekannt, ob die Toxine von dem Fisch selbst oder von Meeresalgen in ihrer Nahrung produziert werden. Andere halluzinogene Fische sind die Kaninchenfische, die in Réunion "der Fisch, der berauscht" genannt werden, und Mulloidichthys flavolineatus, der in Hawaii als "der Häuptling der Geister" bekannt ist.

## Ursachen der Halluzinationen
Das aktive Mittel, das Halluzinationen im Menschen verursacht, und dessen Herkunft ist strittig. Einige Autoren denken, es könnte von Toxinen von Mikroalgen kommen, die sich im Fleisch des Fisches ansammeln. Toxine der Caulerpa prolifera im Mittelmeer scheinen verantwortlich zu sein, ebenso wie das Seegras Neptungras. Wenn Pflanzenfresser Blätter von Seegras essen, dann verdauen sie die Epiphyten und giftigen Dinoflagellaten, die auf den Blättern leben. Der deutsche Anthropologe Christian Rätsch hält es für möglich, dass die Goldstrieme das Halluzinogen DMT enthält.

„A few reporters have eaten the dream fish and described their strange effects. The most famous user is Joe Roberts, a photographer for the National Geographic magazine. He broiled the dream fish in 1960. After eating the delicacy, he experienced intense hallucinations with a science-fiction theme that included futuristic vehicles, images of space exploration, and monuments marking humanity's first trips into space.“

## Halluzinogene Spezies
| als halluzinogen bekannte Fischspezies | als halluzinogen bekannte Fischspezies | als halluzinogen bekannte Fischspezies | als halluzinogen bekannte Fischspezies | als halluzinogen bekannte Fischspezies | als halluzinogen bekannte Fischspezies | als halluzinogen bekannte Fischspezies | als halluzinogen bekannte Fischspezies |
| Diet                                   | Familie                                | Bild                                   | Spezies                                | Maximale Länge                         | Gemeldete Orte                         | Anmerkungen                            | Weitere Quelle                         |
| -------------------------------------- | -------------------------------------- | -------------------------------------- | -------------------------------------- | -------------------------------------- | -------------------------------------- | -------------------------------------- | -------------------------------------- |
| Pflanzenfresser                        | Riffbarsche                            |                                        | Abudefduf septemfasciatus              | 23 cm                                  | Gilbertinseln                          |                                        |                                        |
| Pflanzenfresser                        | Kaninchenfische                        |                                        | Siganus argenteus                      | 40 cm                                  | Mauritius                              |                                        |                                        |
| Pflanzenfresser                        | Kaninchenfische                        |                                        | Siganus corallinus                     | 35 cm                                  | Mauritius                              |                                        |                                        |
| Pflanzenfresser                        | Kaninchenfische                        |                                        | Siganus luridus                        | 30 cm                                  | Israel                                 |                                        |                                        |
| Pflanzenfresser                        | Kaninchenfische                        |                                        | Siganus rivulatus                      | 27 cm                                  | Mauritius Israel (vermutet)            |                                        |                                        |
| Pflanzenfresser                        | Kaninchenfische                        |                                        | Siganus spinus                         | 28 cm                                  | Réunion                                |                                        |                                        |
| Pflanzenfresser                        | Meerbrassen                            |                                        | Sarpa salpa                            | 51 cm                                  | Tunesien Frankreich Israel             |                                        |                                        |
| Pflanzenfresser                        | Steuerbarsche                          |                                        | Kyphosus cinerascens                   | 50 cm                                  | Hawaii                                 |                                        |                                        |
| Pflanzenfresser                        | Steuerbarsche                          |                                        | Kyphosus vaigiensis                    | 70 cm                                  | Hawaii                                 |                                        |                                        |
| Pflanzenfresser                        | Steuerbarsche                          |                                        | Kyphosus bigibbus                      | 75 cm                                  | Norfolkinsel                           | ehemals Kyphosus fuscus                |                                        |
| Pflanzenfresser                        | Doktorfische                           |                                        | Acanthurus triostegus                  | 27 cm                                  | Hawaii                                 |                                        |                                        |
| Allesfresser                           | Meerbarben                             |                                        | Mulloidichthys flavolineatus           | 43 cm                                  | Hawaii                                 | ehemals Mulloidichthys samoensis.      |                                        |
| Allesfresser                           | Meerbarben                             |                                        | Upeneus taeniopterus                   | 33 cm                                  | Hawaii                                 | ehemals Upeneus arge                   |                                        |
| Allesfresser                           | Meeräschen                             |                                        | Mugil cephalus                         | 100 cm                                 | Hawaii                                 |                                        |                                        |
| Allesfresser                           | Meeräschen                             |                                        | Neomyxus leuciscus                     | 46 cm                                  | Hawaii                                 | ehemals Neomyxus chaptalli             |                                        |
| Fleischfresser                         | Sägebarsche                            |                                        | Epinephelus corallicola                | 49 cm                                  | Gilbertinseln                          |                                        |                                        |

## Ichthyoallyeinotoxismus
Ichthyoallyeinotoxismus, oder auch halluzinogener Fischrausch, ist ein medizinisches Syndrom, das einen bedrängenden Rausch beschreibt, der durch den Konsum eines halluzinogenen Fisches hervorgerufen wurde. "Die häufigsten Anzeichen sind Schläfrigkeit, Koordinationsverlust und Halluzinationen." Auch Magen-Darm-Beschwerden können auftreten. Die Symptome entwickeln sich in wenigen Minuten bis zu zwei Stunden und können 24 Stunden oder länger anhalten. Es sind keine tödlichen Zwischenfälle bekannt.

## Psychedelische Fische

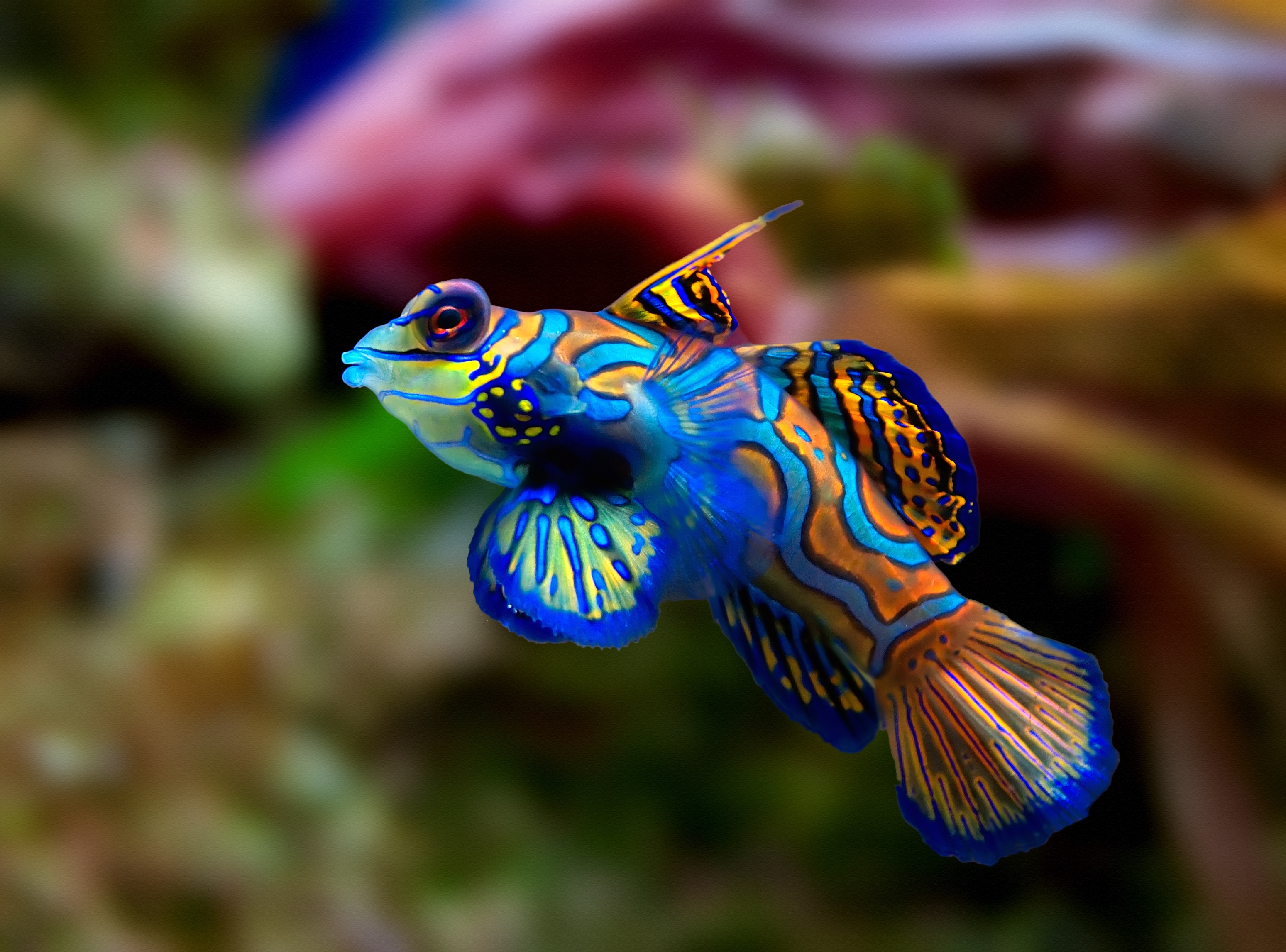
Mandarinfisch

Im Unterschied zu halluzinogenen Fischen verursachen psychedelische Fische nach dem Verzehr keine Halluzinationen. Die Bezeichnung wird in der aquaristischen Fachliteratur für Zierfische verwendet, deren Farbgebung an Psychedelische Kunst erinnert. Beispiele sind der Mandarinfisch und der nahe verwandte Synchiropus picturatus.